# Фута (перевал)

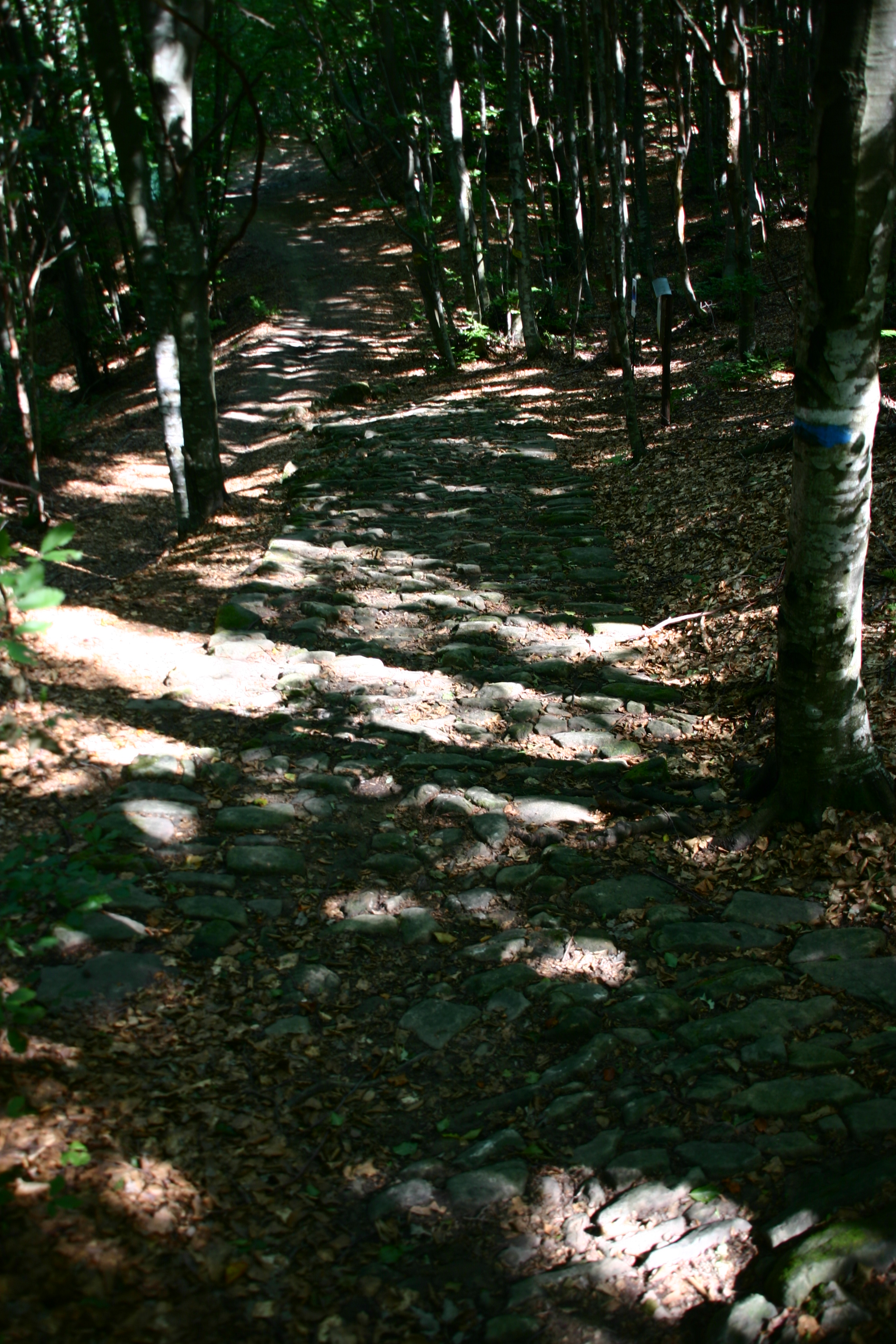
Римська дорога через перевал Фута.

44°05′37″ пн. ш. 11°16′42″ сх. д. / 44.09361111° пн. ш. 11.27833333° сх. д.
Перевал Фута (італ. Passo della Futa) — перевал в Тоскано-Еміліанських Апеннінах, на висоті 903 метри. Він розташований у комуні Фіренцуола, у метрополіційному місті Флоренції. Він розділяє долини Муджелло та річки Сантерно.
Його перетинає регіональна дорога 65, яка з'єднує Флоренцію з Болоньєю. Під час Другої світової війни був частиною Готської лінії. Поряд у 1950-х роках було створено німецьке військове кладовище.